# Tsogni
Tsogni – miasto w Gabonie, w regionie Nyanga. W 2007 liczyło 10 406 mieszkańców.